# BRICS U-17サッカー選手権
BRICS U-17サッカー選手権（英: BRICS U-17 Football Cup）は、BRICSの5か国（ブラジル、ロシア、インド、中国、南アフリカ）が行う、17歳以下のナショナルチームによるサッカーの国際大会である。初回大会は、2016年にインドのゴアで開催された第8回BRICS首脳会議の際に行われた。

## 歴史

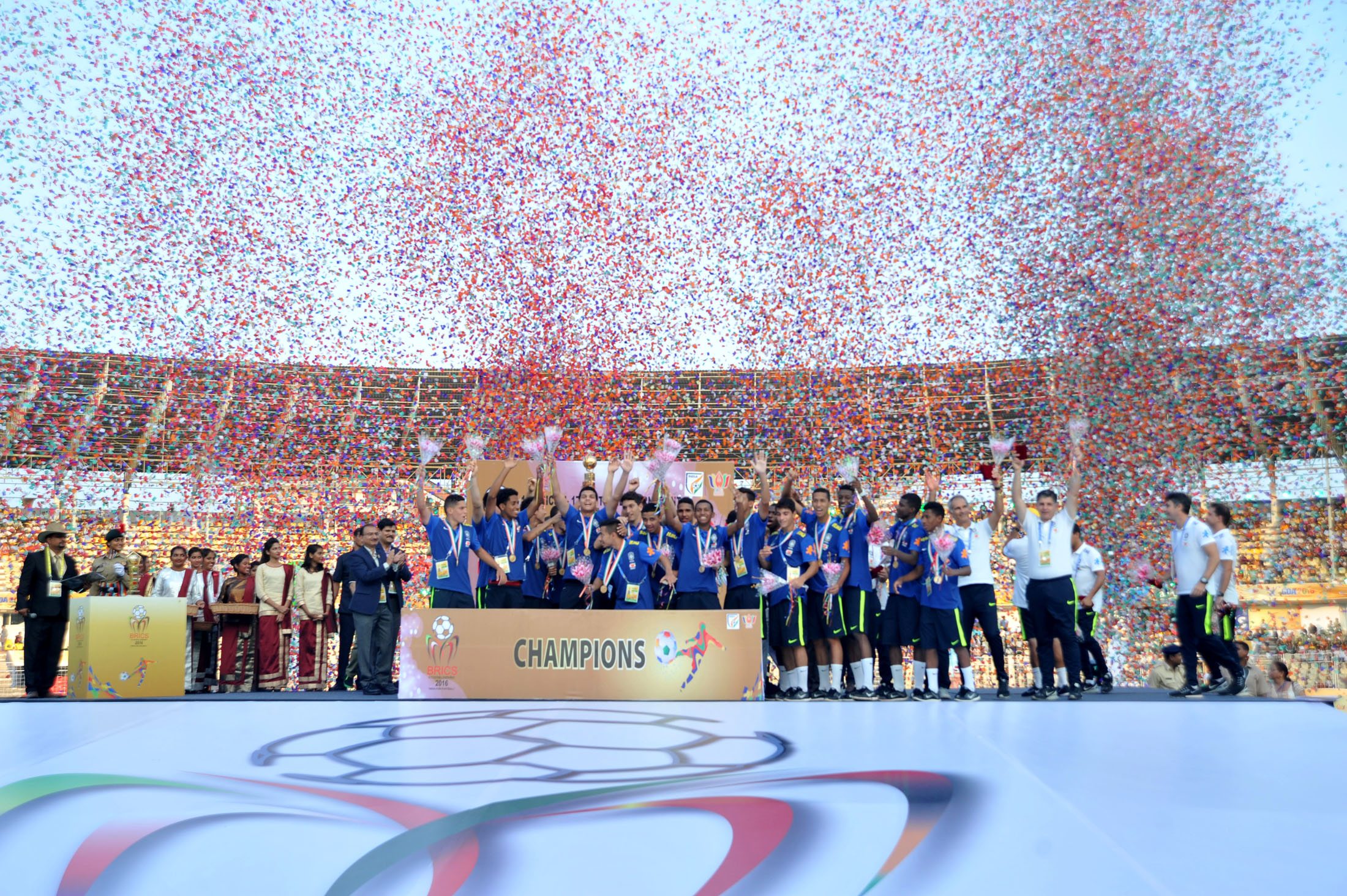
2016年にファトルダ・スタジアムでトロフィーで祝うU-17ブラジル代表

2016年10月1日、インドの首相ナレンドラ・モディがBRICS U-17サッカー選手権のトロフィーを発表し、同年10月5日から15日にかけて最初の大会が行われた。第1回大会ではU-17ブラジル代表が優勝を果たし、同代表のヴィニシウス・ジュニオールが4ゴールを挙げて得点王に輝いた。
2017年には開催されなかったが、2018年に南アフリカのヨハネスブルグで行われた第10回BRICS首脳会議では、女子U-17チームの大会として第2回大会が復活し、それぞれの国がカップを争った。

## 開催方式
大会は毎年10日間開催され、17歳以下のFIFAの大会の路線に従う。各エディションはBRICS諸国で開催される。
インドのゴアで開催された第1回大会では、最初にラウンドロビンステージが行われた。このラウンドから、ポイントテーブルの1番目と2番目のチームが決勝に進出した。ポイントテーブルの3番目と4番目のチームは、それぞれ3位決定戦に入った。5番目のチームは、最初のラウンド後に直接脱落した。
南アフリカのヨハネスブルグで行われた第2回大会では、ラウンドロビンステージのみが行われ、チームはポイントテーブルでの順位に応じて賞を授与された。